# Хенинг Бери
Хенинг Бери (на норвежки: Henning Berg е норвежки футболен треньор, третият норвежец след Егил Олсен и Стале Солбакен, тренирал английски футболен отбор – ФК Блекбърн Роувърс от 2012 г.